# Reina Claudia Van Schouwen
Reina Claudia Van Schouwen, sinonimia: Reine Claude Van Schouwen, es una variedad cultivar de ciruelo (Prunus domestica), de las denominadas ciruelas europeas,
una variedad de ciruela variedad desporte de color de 'Reina Claudia de Oullins'. Descubierto alrededor de 1943 en Zierikzee, Holanda.
Las frutas tienen un tamaño medio, con un color de piel verde amarillento o amarillo ámbar, con placas purpúreas rojas y a veces salpicaduras en forma de motas de color carmín vivo, con punteado abundante, y pulpa de color amarillo verdosa o ambarina, transparente, con textura firme o semi pastosa, no muy jugosa, de sabor dulce moderado.

## Sinonimia
- "Reina Claudia Van Schouwen",
- "Reine Claude Van Schouwen",
- "Reine Claude van Schouwen".[4]

## Historia
El área de origen de los ciruelos "Reina Claudia" sería seguramente Siria?, y se obtuvo en Francia tras el descubrimiento de un ciruelo importado de Asia que producía ciruelas de color verde. Este ciruelo fue traído a la corte de Francisco I por el embajador del reino de Francia ante la "Sublime Puerta", en nombre de Solimán el Magnífico.
El nombre de Reina Claudia es en honor de Claudia de Francia (1499–1524), duquesa de Bretaña, futura reina consorte de Francisco I de Francia (1494–1547). En Francia le decían la bonne reine.
'Reina Claudia van Schouwen' es una variedad de ciruela desporte de color de 'Reina Claudia de Oullins'. Descubierto alrededor de 1943 en Zierikzee, Holanda e introducido por los viveristas Gebr. J.C. y P.C. van't Westeinde.
'Reina Claudia Van Schouwen' está cultivada en diversos bancos de germoplasma de cultivos vivos tales como en National Fruit Collection (Colección Nacional de Fruta) de Reino Unido con el número de accesión: 1955 - 056 y nombre de accesión: Reine Claude Van Schouwen. Recibido por "The National Fruit Trials" (Probatorio Nacional de Frutas) en 1955.

## Características
'Reina Claudia Van Schouwen' árbol de porte extenso, vigoroso, erguido, muy fértil y resistente, de generosa producción, requiere poco mantenimiento. Requiere suelo ligero y una posición soleada. Las mejores frutas vienen cuando hay un comienzo de verano húmedo y un clima cálido y seco en el período de maduración. Si el clima es al revés, gran parte de la cosecha se pierde por culpa de la monilinia (Podredumbre parda). Tiene un tiempo de floración que comienza a partir del 13 de abril con el 10% de floración, para el 17 de abril tiene una floración completa (80%), y para el 26 de abril tiene un 90% de caída de pétalos.
'Reina Claudia Van Schouwen' tiene una talla de tamaño medio a grande (peso promedio 43.80 g.), de forma ovalada oblonga, a veces algo achatada en los polos, ligeramente asimétrica, con la sutura perceptible, línea incolora, como transparente, situada en depresión ligera, más acentuada junto a la cavidad del pedúnculo;epidermis tiene una piel poco pruinosa, no se aprecia pubescencia, presentando un color verde amarillento o amarillo ámbar, con placas purpúreas rojas y a veces salpicaduras en forma de motas de color carmín vivo, con punteado abundante, pequeño o mediano, blanquecino, con aureola verdosa poco perceptible;Pedúnculo de longitud largo (15.53 mm promedio), calibre medio con la parte superior formando maza, sin pubescencia, ubicado en una cavidad del pedúnculo de anchura media, medianamente profunda, medianamente rebajada en la sutura y más suavemente en el lado opuesto;pulpa de color amarillo verdosa o ambarina, transparente, con textura firme o semi pastosa, no muy jugosa, de sabor dulce moderado.
Hueso semi-libre, de un tamaño grande o medio, oval, poco rugoso, excepto en la zona ventral.
Su tiempo de recogida de cosecha se inicia en su maduración en la segunda decena de agosto.

## Usos
La ciruela 'Reina Claudia Van Schouwen' debido sus características de calidad, se usa como fruta fresca de postre en mesa (aunque aguanta poco tiempo sin perder sus cualidades óptimas), aunque también se utiliza en usos culinarios, y de repostería, se transforma en mermeladas, almíbar de frutas, compotas.

## Cultivo
La ciruela 'Reina Claudia van Schouwen' es autofértil, pero también es polinizada por 'Czar', 'Early Laxton', 'Hauszwetsche', y 'Reine Claude d'Althan', entre otros.

## Enfermedades y plagas
Plagas específicas:
Pulgones, Cochinilla parda, aves Camachuelos, Orugas, Araña roja de árboles frutales, Polillas minadoras de hojas, Pulgón enrollador de hojas de ciruelo.
Enfermedades específicas:
No es muy sensible con la Podredumbre parda de las ciruelas.